# 1395
| [ Edytuj tabelę ]                          |                                                                                                   |
| Król Polski                                | - 1384 Jadwiga Andegaweńska 1399 - 1386 Władysław II Jagiełło 1434                                |
| Współksiążęta Andory                       | - 1388 Galcerà de Vilanova 1396 - 1391 Mateusz 1396                                               |
| Król Anglii                                | - 1377 Ryszard II 1399                                                                            |
| Król Aragonii i Walencji, hrabia Barcelony | - 1387 Jan I Myśliwy 1396                                                                         |
| Władca Azteków                             | - 1376 Acamapichtli 1395 - 1395 Huitzilíhuitl 1417                                                |
| Elektor Brandenburgii                      | - 1388 Jodok z Moraw 1411                                                                         |
| Książę Bawarii-Ingolstadt                  | - 1375 Stefan III 1413                                                                            |
| Książę Bawarii-Landshut                    | - 1393 Henryk XVI Bogaty 1450                                                                     |
| Książę Bawarii-Monachium                   | - 1375 Jan II 1397                                                                                |
| Książę Burgundii                           | - 1364 Filip II Śmiały 1404                                                                       |
| Cesarz Bizancjum                           | - 1391 Manuel II Paleolog 1425                                                                    |
| Car Bułgarii                               | - 1356 Iwan Stracimir 1396                                                                        |
| Cesarz Chin                                | - 1368 Hongwu 1398                                                                                |
| Król Cypru                                 | - 1382 Jakub I 1398                                                                               |
| Król Czech                                 | - 1378 Wacław IV Luksemburski 1419                                                                |
| Król Danii                                 | - 1387 Małgorzata I 1412                                                                          |
| Dalajlama                                  | - 1391 Gendun Drup 1474                                                                           |
| Władca Egiptu                              | - 1390 Barkuk 1399                                                                                |
| Cesarz Etiopii                             | - 1382 Dawid I 1413                                                                               |
| Król Francji                               | - 1380 Karol VI 1422                                                                              |
| Król Gruzji                                | - 1393 Jerzy VII 1407                                                                             |
| Hrabia Holandii                            | - 1358 Albert 1404                                                                                |
| Cesarz Japonii                             | - 1392 Go-Komatsu 1412                                                                            |
| Kalif                                      | - 1389 Al-Mutawakkil I 1406                                                                       |
| Król Kastylii i Leónu                      | - 1390 Henryk III Chorowity 1406                                                                  |
| Patriarcha Konstantynopola                 | - 1391 Antoni IV 1397                                                                             |
| Władca Korei                               | - 1392 T’aejo 1398                                                                                |
| Wielki książę litewski                     | - 1382 Jagiełło 1400 - 1392 Witold 1430                                                           |
| Cesarz Majapahitu                          | - 1389 Wikramawardhana 1429                                                                       |
| Sułtan Maroka                              | - 1393 Abd al-Aziz II 1396                                                                        |
| Książę Mediolanu                           | - 1378 Giovanni Galeazzo 1402                                                                     |
| Senior Monako                              | - 1395 Ludwik 1395 - 1395 Jan I 1395                                                              |
| Wielki książę moskiewski                   | - 1389 Wasyl I 1425                                                                               |
| Król Nawarry                               | - 1387 Karol III Szlachetny 1425                                                                  |
| Król Norwegii                              | - 1387 Małgorzata I 1412                                                                          |
| Elektor Palatynatu                         | - 1390 Ruprecht II 1398                                                                           |
| Papież awinioński                          | - 1394 Benedykt XIII 1417                                                                         |
| Papież                                     | - 1389 Bonifacy IX 1404                                                                           |
| Król Portugalii                            | - 1385 Jan I 1433                                                                                 |
| Cesarz Rzymski (niemiecki)                 | - 1378 Wacław IV Luksemburski 1400                                                                |
| Kapitanowie Regenci San Marino             | - 1395 Vita di Corbello Giovanni di Andrea 1395 - 1395 Simone di Belluzzo Rigone di Giovanni 1395 |
| Książę Serbii                              | - 1389 Stefan IV Lazarević 1402                                                                   |
| Elektor Saksonii                           | - 1388 Rudolf III Saski 1419                                                                      |
| Król Szkocji                               | - 1390 Robert III Stewart 1406                                                                    |
| Król Szwecji                               | - 1389 Małgorzata 1412                                                                            |
| Król Tajlandii                             | - 1388 Ramesuan 1395 - 1395 Ramracha Thirat 1409                                                  |
| Sułtan Turków                              | - 1389 Bajazyd I 1402                                                                             |
| Doża Wenecji                               | - 1382 Antonio Veniero 1400                                                                       |
| Król Węgier                                | - 1382 Maria Andegaweńska 1395 - 1387 Zygmunt Luksemburski 1437                                   |
| Wielki mistrz zakonu krzyżackiego          | - 1393 Konrad von Jungingen 1407                                                                  |

Rok 1395 / MCCCXCV
stulecia: XIII wiek ~
XIV wiek ~
XV wiek

lata: 1385 «
1390 «
1391 «
1392 «
1393 «
1394 «
1395
» 1396
» 1397
» 1398
» 1399
» 1400
» 1405

## Wydarzenia w Polsce
- 17 sierpnia – prawa miejskie otrzymuje Biskupiec.
- 10 września – w Sandomierzu, Władysław II Jagiełło, Świętobor I i Bogusław VIII zawarli traktat sojuszniczy (gł. przeciwko krzyżakom).
- 26 lipca – fundacja szpitala w Bieczu przez Królową Jadwigę.
- 1395-1396 – kulminacja sporu między Krakowem a Lwowem.

## Wydarzenia na świecie
- 15 kwietnia – w bitwie nad Terekiem starcia dowodzone przez Tamerlana pokonały wojska Złotej Ordy pod wodzą Tochtamysza.
- 17 maja – w bitwie na Rowinie wojska wołoskie pokonały siły turecko-serbskie.
- Gdańsk wraz z czterema innymi miastami hanzeatyckimi przejmuje Sztokholm pod swój zarząd.

## Urodzili się
- Wincenty Kot, prymas Polski, podkanclerzy koronny (zm. 1448).

## Zmarli
- 17 maja – Maria Andegaweńska, królowa Węgier i Chorwacji, siostra Jadwigi (ur. 1371)
- 29 sierpnia – Albrecht III Habsburg, książę austriacki (ur. ok. 1350)
- data dzienna nieznana:
  - Iwan Szyszman, car Bułgarii (ur. ?)
  - Lewko – żydowski bankier i osobisty faktor królów Polski (ur. ?)
  - Warcisław VII, książę słupski z dynastii Gryfitów (ur. ok. 1363)